# Małkowice (Ukraina)
Małkowice (ukr. Мавковичі) – wieś na Ukrainie w rejonie lwowskim (wcześniej w rejonie gródeckim) obwodu lwowskiego.
W 1928 roku kierownik tymczasowego zarządu gminnego, rolnik Stefan Dunas został odznaczony Brązowym Krzyżem Zasługi za „zasługi na polu samorządowym”.